# Giovanni Grasso (politico)
Giovanni Grasso (Ariano Irpino, 4 maggio 1940 – Avellino, 27 gennaio 1999) è stato un politico italiano.

## Biografia
Esponente della Democrazia Cristiana, viene eletto consigliere regionale nel 1990 e poi diventa presidente della regione Campania nell'aprile 1993, restando in carica per due anni.
In occasione delle elezioni regionali del 1995, si candida alla presidenza della regione con il sostegno del Partito Popolare Italiano, che si presenta autonomamente fuori dai due principali schieramenti, ottenendo l'8% dei voti. Nel gennaio 1999 diviene assessore regionale alla sanità nella giunta di centro-sinistra guidata da Andrea Losco, carica che ricopre però solo per 10 giorni, prima di morire a seguito di una lunga malattia, all'età di 58 anni.